# كريستينا جونز
كريستينا جونز (بالإنجليزية: Christina Jones) هي سباحة متزامنة أمريكية، ولدت في 17 سبتمبر 1987 في ميسولا في الولايات المتحدة.

## وصلات خارجية
- كريستينا جونز على موقع الاتحاد الدولي للسباحة (الإنجليزية)
- كريستينا جونز على موقع اللجنة الأولمبية الدولية (الإنجليزية)
- كريستينا جونز على موقع أوليمبيديا (الإنجليزية)
- كريستينا جونز على موقع اللجنة الأولمبية والبارالمبية الأمريكية (الإنجليزية)